# Lex posterior derogat legi priori
Lex posterior derogat legi priori (lat.: „Das jüngere Gesetz hebt das ältere Gesetz auf“) ist in der Rechtswissenschaft ein allgemeiner Grundsatz, der besagt, dass ein späteres Gesetz einem früheren Gesetz vorgeht. Er gilt in der Regel sowohl für nationales Recht als auch für das Völkerrecht.
Der Grundsatz dient dazu, Widersprüche zwischen mehreren Gesetzen aufzulösen: Von mehreren Gesetzen, die denselben Sachverhalt unterschiedlich regeln, wäre demnach nur das später in Kraft getretene Gesetz einem Urteil oder einem Beschluss zugrunde zu legen.
Im deutschen Verfassungsrecht ist dieser Gedanke in Art. 72 Abs. 3 Satz 3 GG verankert und findet Anwendung für die Gebiete des Art. 72 Abs. 3 Satz 1 GG, auf denen den Ländern bei konkurrierender Gesetzgebungskompetenz ein Recht zur abweichenden Gesetzgebung zusteht. Ein Beispiel sind die Landesnaturschutzgesetze.